# Świętokrzyski Szlak Archeo-Geologiczny
Świętokrzyski Szlak Archeo-Geologiczny – szlak turystyczny, położony w województwie świętokrzyskim. Obiekt jest zarządzany przez Regionalną Organizację Turystyczną Województwa Świętokrzyskiego.
Szlak został otwarty 16 sierpnia 2011 roku, a jego uroczyste otwarcie odbyło się w nieopodal Jaskini Piekło. Jego główny bieg zaczyna się w Bałtowie, a kończy w Miedziance, ponadto poza głównym biegiem znajduje się pięć obiektów. Ogółem na Szlaku znajduje się 27 obiektów, stanowiących najciekawsze obiekty i zabytki przyrody nieożywionej województwa z zakresu geologii, paleontologii oraz archeologii.

## Obiekty szlaku

### Główny bieg
| Nr | Obiekt                                                       | Lokalizacja                       | Zdjęcie |
| -- | ------------------------------------------------------------ | --------------------------------- | ------- |
| 1  | JuraPark Bałtów                                              | Bałtów                            |         |
| 2  | Muzeum i Rezerwat Archeologiczno - Przyrodniczy "Krzemionki" | okolice Ostrowca Świętokrzyskiego |         |
| 3  | Rezerwat przyrody Wąwóz w Skałach                            | gmina Waśniów                     |         |
| 4  | Muzeum Starożytnego Hutnictwa Świętokrzyskiego w Nowej Słupi | Nowa Słupia                       |         |
| 5  | Obszar Ochrony Ścisłej Święty Krzyż                          | Łysa Góra                         |         |
| 6  | Bukowa Góra                                                  | okolice Suchedniowa               |         |
| 7  | Rezerwat przyrody Zachełmie                                  | Zachełmie                         |         |
| 8  | Rezerwat przyrody Kręgi Kamienne                             | gmina Miedziana Góra              |         |
| 9  | Góra Ciosowa                                                 | gmina Miedziana Góra              |         |
| 10 | Rezerwat Skalny im. Jana Czarnockiego                        | Kielce                            |         |
| 11 | Rezerwat przyrody Wietrznia oraz Centrum Geoedukacji         | Kielce                            |         |
| 12 | Rezerwat przyrody Kadzielnia                                 | Kielce                            |         |
| 13 | Rezerwat przyrody Karczówka                                  | Kielce                            |         |
| 14 | Rezerwat przyrody Biesak-Białogon                            | Kielce                            |         |
| 15 | Rezerwat przyrody Jaskinia Raj                               | gmina Chęciny                     |         |
| 16 | Kamieniołom Szewce                                           | Szewce                            |         |
| 17 | Rezerwat przyrody Góra Rzepka                                | gmina Chęciny                     |         |
| 18 | Góra Zamkowa w Chęcinach                                     | Chęciny                           |         |
| 19 | Rezerwat przyrody Góra Zelejowa                              | gmina Chęciny                     |         |
| 20 | Jaskinia Piekło                                              | okolice Gałęzic                   |         |
| 21 | Kamieniołom Stokówka                                         | okolice Gałęzic                   |         |
| 22 | Rezerwat przyrody Góra Miedzianka                            | okolice Miedzianki                |         |

### Pozostałe obiekty
| Nr | Obiekt                                         | Lokalizacja               | Zdjęcie |
| -- | ---------------------------------------------- | ------------------------- | ------- |
| 23 | Góry Pieprzowe                                 | Sandomierz, gmina Dwikozy |         |
| 24 | Jaskinia Zbójecka i Wąwóz Dule                 | Łagów                     |         |
| 25 | Muzeum Przyrody i Techniki w Starachowicach    | Starachowice              |         |
| 26 | Rezerwat przyrody Gagaty Sołtykowskie          | okolice Sołtykowa         |         |
| 27 | Rezerwat przyrody Skałki Piekło pod Niekłaniem | okolice Niekłania         |         |